# Matteo Stefanini
Matteo Stefanini (Pisa, 29 aprile 1984) è un canottiere italiano.

## Carriera
Nel 2004 ha partecipato ai Giochi olimpici di Atene nel singolo venendo eliminato ai ripescaggi e concludendo in diciannovesima posizione.

Nel 2012 ha partecipato ai Giochi olimpici di Londra nel quattro di coppia con Francesco Fossi, Pierpaolo Frattini e Simone Raineri terminando al decimo posto.

Nel 2016 ha partecipato ai Giochi olimpici di Rio de Janeiro nell'otto maschile terminando al settimo posto.

## Palmarès
- Campionati del mondo di canottaggio

Karapiro 2010 - argento nel quattro di coppia.
- Campionati europei di canottaggio

Siviglia 2013 - bronzo nel quattro di coppia.
- Giochi del Mediterraneo

Almería 2005 - argento nel due di coppia.